# Vòng loại Cúp bóng đá châu Á 2027 (vòng play-off)
Vòng play-off của vòng loại Cúp bóng đá châu Á 2027 diễn ra từ ngày 5 đến ngày 10 tháng 9 năm 2024.

## Thể thức
Theo thể thức được công bố ban đầu cho vòng play-off, tổng cộng 10 đội (các đội thua xếp hạng từ 2 đến 10 ở vòng 1 cùng với Quần đảo Bắc Mariana) sẽ thi đấu hai lượt trận trên sân nhà và sân khách để xác định năm đội cuối cùng lọt vào vòng 3. Tuy nhiên, Guam đã rút lui khỏi vòng loại còn Quần đảo Bắc Mariana không có tên trong danh sách bốc thăm vòng play-off được công bố vào ngày 1 tháng 5 năm 2024. Điều này đồng nghĩa với việc ba đội thua xếp hạng cao nhất (Bhutan, Maldives và Lào) đi thẳng vào vòng 3, 6 đội còn lại tham dự vòng play-off. Những đội giành chiến thắng tại vòng play-off sẽ cùng 21 đội đã vào thẳng vòng 3 (ba đội thua có thành tích tốt nhất từ vòng 1 và 18 đội từ vòng 2) tranh sáu suất cuối cùng tham dự Cúp bóng đá châu Á 2027.

## Các đội tham dự
Các đội tham dự vòng này được xác định dựa trên thứ hạng ở vòng 1.

### Xếp hạng các đội thua tốt nhất
| VT | Đội        | ST | T | H | B | BT | BB | HS  | Đ | Giành quyền tham dự             |
| -- | ---------- | -- | - | - | - | -- | -- | --- | - | ------------------------------- |
| 1  | Bhutan     | 2  | 1 | 0 | 1 | 2  | 4  | −2  | 3 | Vòng loại thứ ba Cúp châu Á     |
| 2  | Maldives   | 2  | 0 | 1 | 1 | 2  | 3  | −1  | 1 | Vòng loại thứ ba Cúp châu Á     |
| 3  | Lào        | 2  | 0 | 1 | 1 | 1  | 2  | −1  | 1 | Vòng loại thứ ba Cúp châu Á     |
| 4  | Campuchia  | 2  | 0 | 1 | 1 | 0  | 1  | −1  | 1 | Vòng loại Cúp châu Á (play-off) |
| 5  | Sri Lanka  | 2  | 0 | 1 | 1 | 1  | 4  | −3  | 1 | Vòng loại Cúp châu Á (play-off) |
| 6  | Ma Cao     | 2  | 0 | 1 | 1 | 1  | 5  | −4  | 1 | Vòng loại Cúp châu Á (play-off) |
| 7  | Guam       | 2  | 0 | 0 | 2 | 1  | 3  | −2  | 0 | Không tham dự vòng play-off     |
| 8  | Mông Cổ    | 2  | 0 | 0 | 2 | 0  | 2  | −2  | 0 | Vòng loại Cúp châu Á (play-off) |
| 9  | Đông Timor | 2  | 0 | 0 | 2 | 0  | 7  | −7  | 0 | Vòng loại Cúp châu Á (play-off) |
| 10 | Brunei     | 2  | 0 | 0 | 2 | 0  | 12 | −12 | 0 | Vòng loại Cúp châu Á (play-off) |

## Bốc thăm
Lễ bốc thăm vòng play-off được tổ chức vào lúc 15:00 (UTC+8) ngày 9 tháng 5 năm 2024 tại tòa nhà AFC ở Kuala Lumpur, Malaysia.
Sáu đội tuyển được chia thành ba cặp đấu, mỗi cặp đấu diễn ra theo thể thức sân nhà và sân khách vào các ngày 5 và 10 tháng 9 năm 2024. Đội tuyển từ nhóm 2 tổ chức trận lượt đi, trong khi đội tuyển từ nhóm 1 tổ chức trận lượt về. Con số trong ngoặc đơn biểu thị thứ hạng trên bảng xếp hạng FIFA vào tháng 4 năm 2024.
| Nhóm 1                                           | Nhóm 2                                              |
| ------------------------------------------------ | --------------------------------------------------- |
| - Campuchia (179) - Ma Cao (186) - Mông Cổ (191) | - Brunei (194) - Đông Timor (198) - Sri Lanka (204) |

## Tóm tắt
Ba đội thắng sẽ giành quyền vào vòng loại thứ ba.
| Đội 1      | TTS         | Đội 2     | Lượt đi | Lượt về      |
| ---------- | ----------- | --------- | ------- | ------------ |
| Sri Lanka  | 2–2 (4–2 p) | Campuchia | 0–0     | 2–2 (s.h.p.) |
| Đông Timor | 4–3         | Mông Cổ   | 4–1     | 0–2          |
| Brunei     | 4–0         | Ma Cao    | 3–0     | 1–0          |

## Các trận đấu
| Sri Lanka | 0–0      | Campuchia |
| --------- | -------- | --------- |
|           | Chi tiết |           |

| Campuchia                    | 2–2 (s.h.p.) | Sri Lanka                              |
| ---------------------------- | ------------ | -------------------------------------- |
| - Nhean 58' - Sos 98'        |              | - Kelaart 37' - Kammerknecht 120+2'    |
| Loạt sút luân lưu            |              |                                        |
| - Taylor - Orn - Lim - Soeuy | 2–4          | - Hingert - Durrant - Kelaart - Perera |

Tổng tỷ số là 2–2. Sri Lanka thắng trong loạt sút luân lưu.
| Đông Timor                              | 4–1      | Mông Cổ            |
| --------------------------------------- | -------- | ------------------ |
| - João Pedro 3', 27', 52' - Zenivio 58' | Chi tiết | - Oyunbaataryn 34' |

| Mông Cổ                   | 2–0      | Đông Timor |
| ------------------------- | -------- | ---------- |
| - Dölgöön 8' - Törbat 54' | Chi tiết |            |

Đông Timor thắng với tổng tỷ số 4–3.
| Brunei                                        | 3–0      | Ma Cao |
| --------------------------------------------- | -------- | ------ |
| - Hakeme S. 32' - Nazry A. 56' - Hariz H. 61' | Chi tiết |        |

| Ma Cao | 0–1      | Brunei            |
| ------ | -------- | ----------------- |
|        | Chi tiết | - Azwan A. R. 10' |

Brunei thắng với tổng tỷ số 4–0.

## Cầu thủ ghi bàn
Đang có 8 bàn thắng ghi được trong 3 trận đấu, trung bình 2.67 bàn thắng mỗi trận đấu (tính đến ngày 6 tháng 9 năm 2024).
3 bàn
- João Pedro

1 bàn
- Abdul Hariz Herman
- Hakeme Yazid Said
- Nazry Aiman Azaman
- Oyunbaataryn Mijiddorj
- Zenivio